# بيو دي باي
فيليكس أرفيد أولف شالبرج (بالسويدية: Felix Arvid Ulf
Kjellberg) ويعرف على الأنترنت ب بيو دي باي (بالإنجليزية: PewDiePie) هو يوتيوبر وكوميدي ومعلق ألعاب فيديو سويدي، معروف بفيديوهاته على قناته في يوتيوب، والتي تتضمن تعليقات فلنلعب ومدونات فيديو وعروض كوميدية منسقة.
اعتبارًا من يونيو 2021، بلغت عدد مشاهدات قناته أكثر من 27.4 مليار مشاهدة، لتحتل المرتبة 8 الأكثر مشاهدة على المنصة. وتمتلك قناته حالياً أكثر من 111 مليون مشترك.